# Miniopterus africanus
Miniopterus africanus es una especie de murciélago de la familia Vespertilionidae.

## Distribución geográfica
Se encuentra en Kenia.

## Hábitat
Su hábitat natural son: montañas húmedas tropicales o subtropicales